# 卡爾頓維斯塔 (亞利桑那州)
卡爾頓維斯塔（英語：Carlton Vista）是位於美國亞利桑那州格林利縣的一個非建制地區。該地的面積和人口皆未知。

## 地理
卡爾頓維斯塔的座標為33°42′12″N 109°09′11″W / 33.70333°N 109.15306°W，而該地的平均海拔高度為2386米（即7828英尺）。